# Artigas (departement)
Artigas er det nordligste af de 19 departementer i Uruguay. Departementet har et areal på 11.928 kvadratkilometer, og et indbyggertal (pr. 2004) på ca. 78.219. Det er opkaldt efter den uruguayanske nationalhelt José Gervasio Artigas.
Artigas-departementets hovedstad er byen Artigas.
30°37′27″S 56°56′42″V / 30.6242°S 56.945°V